# Juliusz Kolberg

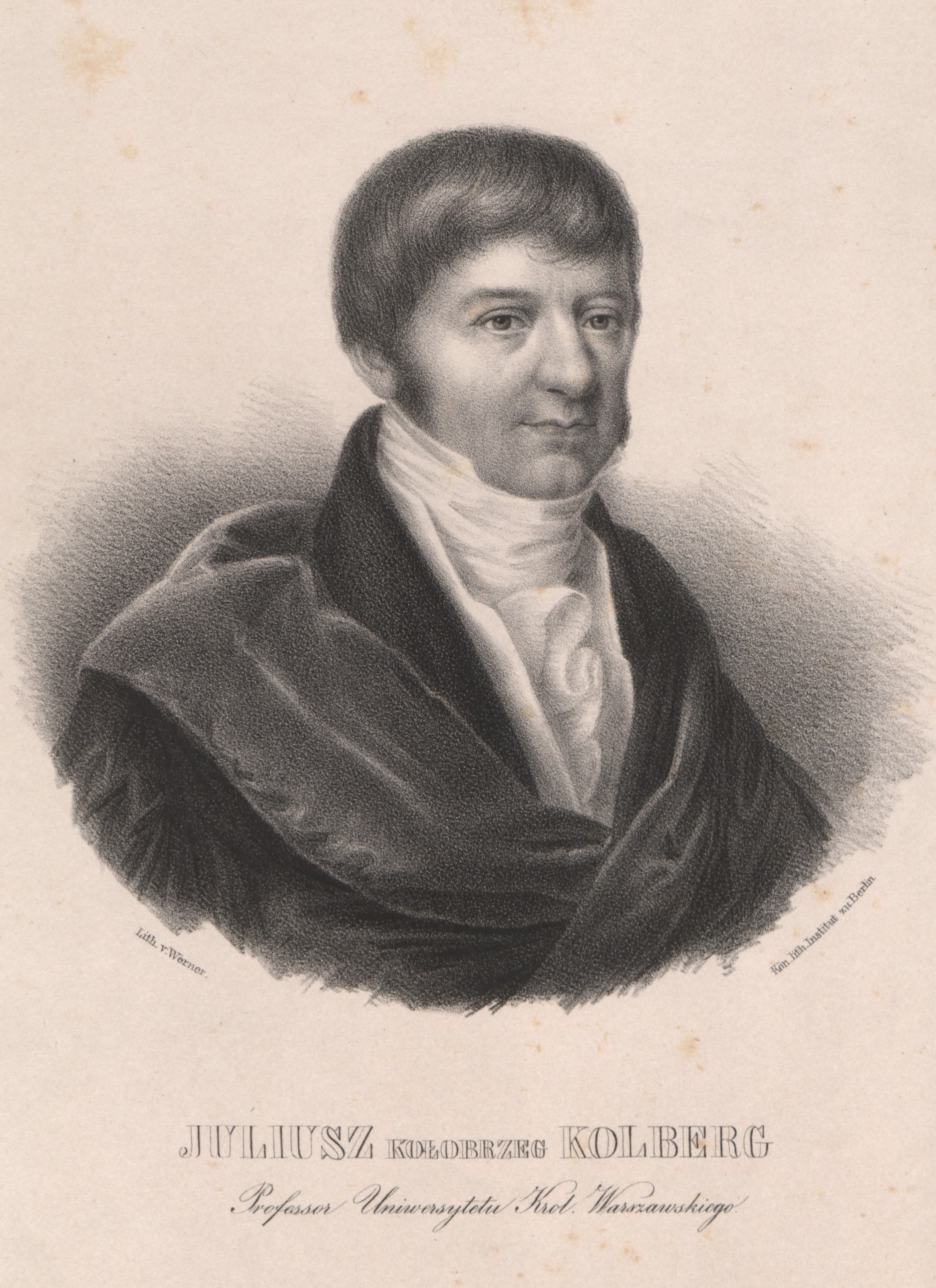
Juliusz Kolberg

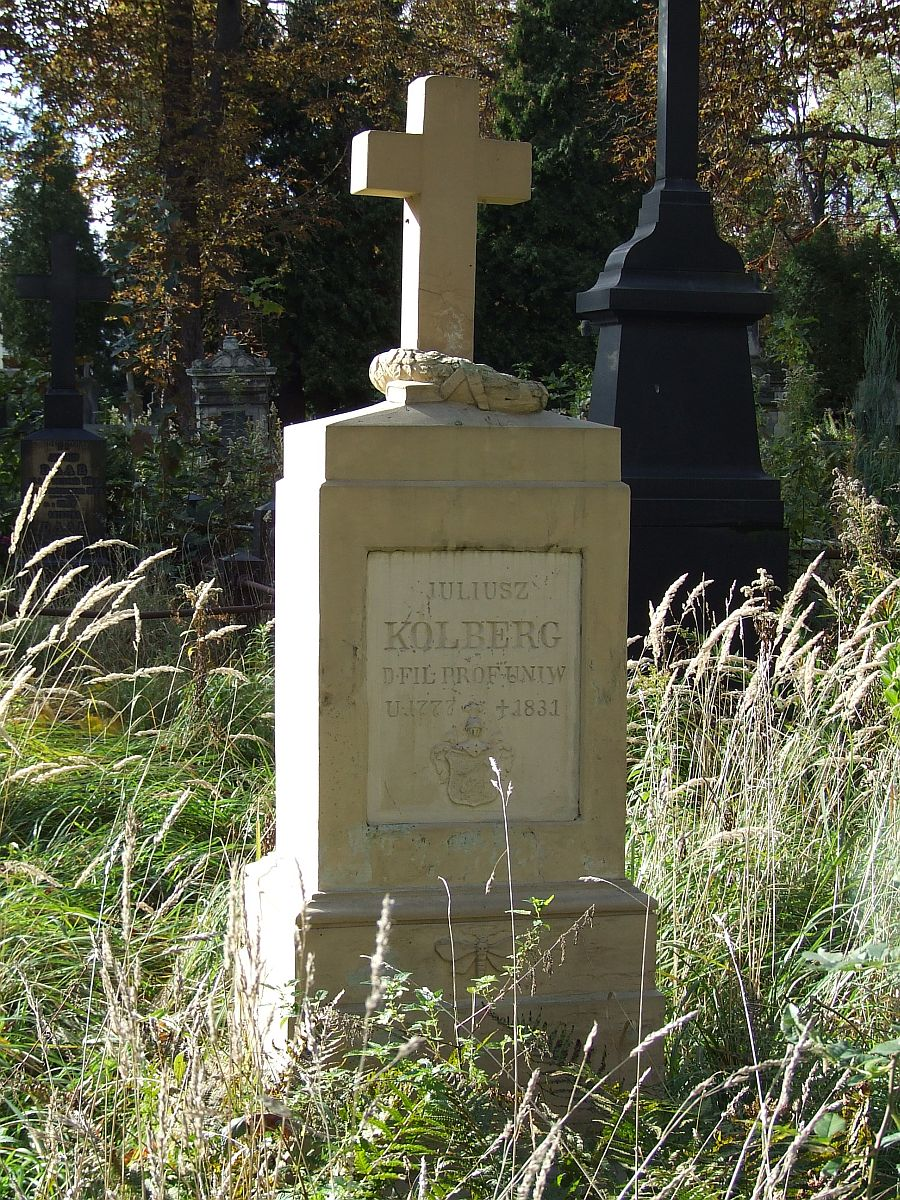
Grabmal von Juliusz Kolberg auf dem evangelisch-augsburgischen Friedhof in Warschau

Krzysztof Juliusz Henryk Kolberg, deutsch Christoph Julius Heinrich Kolberg (* 7. Juli 1776 in Woldegk; † 5. September 1831 in Warschau) war Hochschullehrer und Übersetzer polnischer Poesie.

## Leben
Juliusz Kolberg, Vater von Oskar Kolberg, studierte an der Berliner Bauakademie. 1817 wurde er zum Professor für Vermessungskunde und Geodäsie an der Warschauer Universität, 1818 zum Inspektor vom Vermessungswesen im Herzogtum Warschau berufen. Er war Mitglied der Warschauer Freimaurerloge.
Er war mit Caroline Friederike Mercoeur (1788–1872) verheiratet, wurde Vater von fünf Söhnen und einer Tochter. Der zweitälteste Sohn, Oskar Kolberg, wurde Gründer der polnischen Ethnographie und Verfasser von einer 33 Bände umfassender Sammlung polnischer Volkslieder.
Kolberg veröffentlichte zahlreiche Fachbücher in polnischer Sprache.

## Weblinks

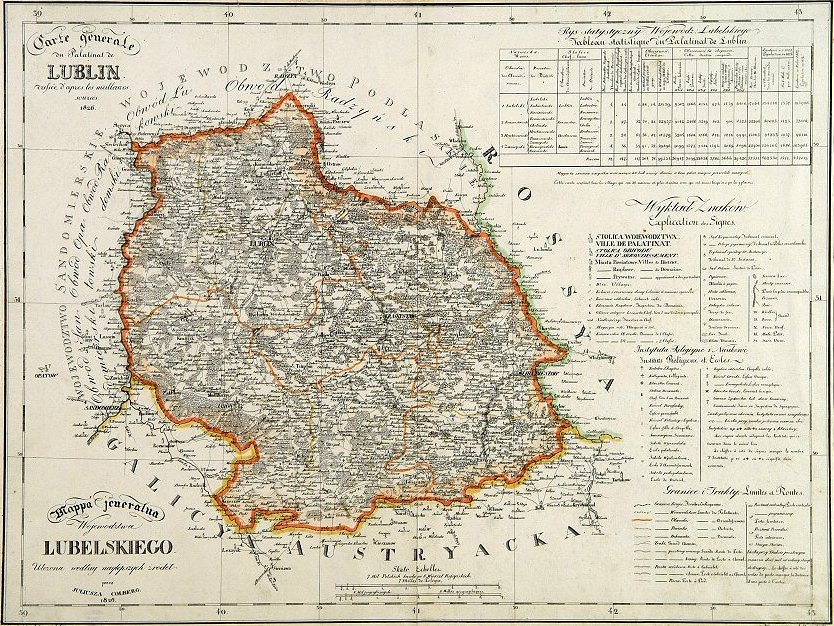
Juliusz Kolberg, Landkarte der Woiwodschaft Lublin (1826)